# 蒙特卡洛縣
26°34′2″S 54°45′57″W / 26.56722°S 54.76583°W
蒙特卡洛縣（西班牙語：Departamento Montecarlo），是阿根廷的縣份，位於該國東北部米西奧內斯省，首府設於里科港，面積1,524平方公里，2010年人口46,561，人口密度每平方公里30.55人。